# (20623) Davidyoung
(20623) Davidyoung (1999 TS11) – planetoida z grupy pasa głównego asteroid okrążająca Słońce w ciągu 4,31 lat w średniej odległości 2,65 j.a. Odkryta 10 października 1999 roku.